# گوشت خفاش

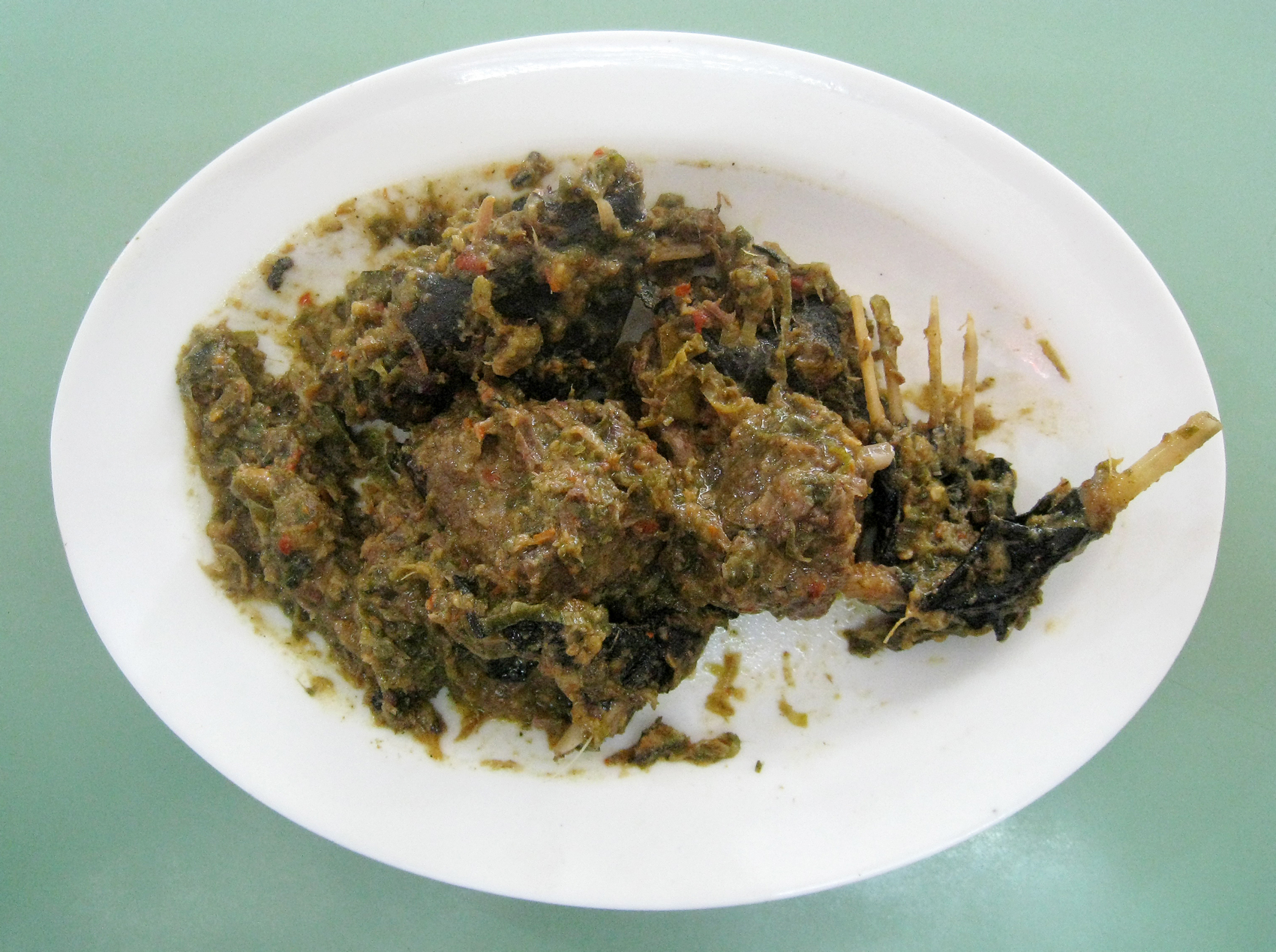
پانیکی، غذایی تهیه شده از گوشت خفاش میوه‌خوار ماریانا در اندونزی

گوشت خفاش، منبع غذایی انسانی در کرانه اقیانوس آرام و جنوب شرق آسیا محسوب می‌شود. گوشت خفاش در مقادیر مختلفی در سیشل، اندونزی، ویتنام، گوام، چین و برخی دیگر از کشورها و فرهنگ‌های حاشیه آسیا و اقیانوس آرام مصرف می‌شود. در گوام، گوشت خفاش میوه‌خوار ماریانا، غذایی لذیذ محسوب می‌شود
و گونه ای از خفاش بنام روباه پرنده به دلیل شکار در آن منطقه در معرض خطر انقراض قرار گرفته‌است. خفاش علاوه بر اینکه به عنوان منبع غذایی انسان‌ها شکار می‌شود، برای استفاده از پوست آنها نیز شکار می‌شوند. تکنیک‌های شکار خفاش شامل استفاده کردن از تور و با اسلحه است.
در گذشته در مناطقی از اروپا و خاورمیانه، گوشت خفاش به میزان کمتری مورد تغذیه قرار می‌گرفت. گوشت خفاش همچنان در بخش‌هایی از آفریقا نیز خورده می‌شوند.
در کتاب (1999) The Oxan Companion to Food چنین نگاشته شده‌است که بو و طعم گوشت خفاش میوه‌خوار ماریانا مانند گوشت مرغ است و اینکه آنها «حیوانات تمیز و منحصر به فردی هستند که روی میوه زندگی می‌کنند». گوشت خفاش در چند حالت تهیه می‌شود، مانند کباب کردن، کباب پز کردن، سرخ کردن، پختن در خورش یا مخلوط کردن با سیب زمینی. در روش سرخ کردن، کل خفاش ممکن است پخته و مصرف شود. گوشت خفاش چربی کم و پروتئین بالایی دارد.
در حین پخت‌وپز، گوشت خفاش ممکن است بوی قوی همچون بوی ادرار منتشر کند. این بو را می‌توان با اضافه کردن سیر، پیاز، فلفل، فلفل قرمز یا آبجو هنگام پخت‌وپز کاهش داد.

## تاریخچه
در سفر لاویان تورات (۱۱. ۱۳–۱۹)، یهودیان از خوردن گوشت خفاش منع شده‌اند.
گوشت خفاش در دوران باستان نیز مورد استفاده قرار می‌گرفته‌است. نویسنده کلاسیک، استرابون در کتاب جغرافیای خویش، از تعداد بسیار زیادی خفاش که توسط مردم شهر بورسیپا در عراق امروزی، شکار شده و به شکل سالاد مورد استفاده قرار می‌گرفته‌است، یاد کرده‌است. در قرن ۱۶ میلادی، طبیعت‌شناس ایتالیایی، اولیس آلدرواندی، در کتاب خود با نام Ornitologia به گوشت خفاش اشاره کرده و آن را گوشت سفید، قابل خوردن و دارای طعمی لذیذ دانسته‌است.

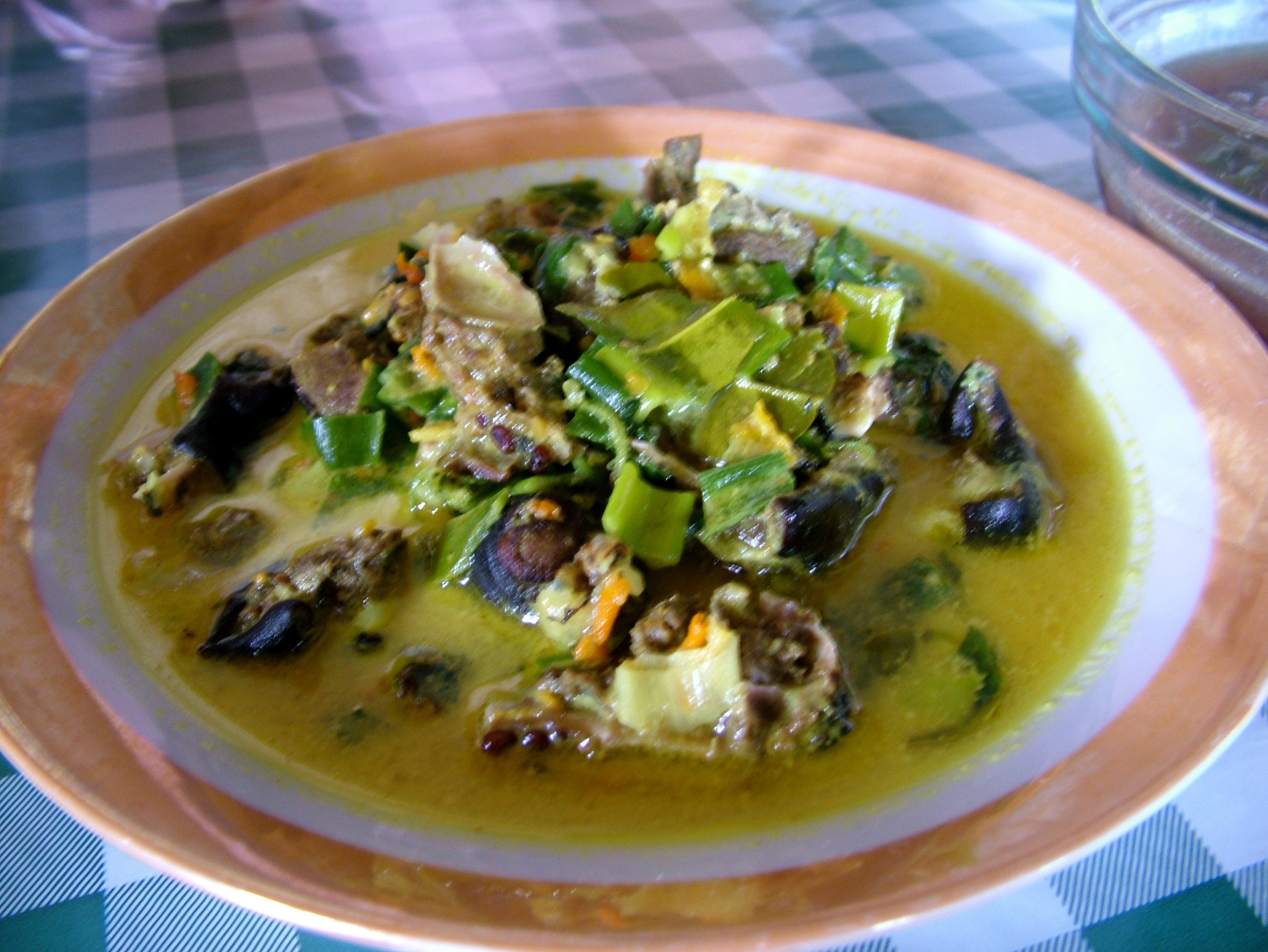
پانیکی در سوپ

## گسترهٔ استفاده

### اروپا
مصرف گوشت خفاش در اروپا به ندرت اتفاق می‌افتد، نه تنها به دلیل کمبود خفاش، بلکه به دلیل اندازه خفاش‌های اروپایی، که بسیار کوچک هستند.
اشاره شده‌است که در گذشته در سنت دهقانان کاستوززا (در استان ویچنزا، ایتالیا) تغذیه خفاش وجود داشته‌است. خفاشهای مذکور از نوع خفاش نعل‌بینی بوده‌اند، که اشاره شده‌است که طعم لذیذی داشته و قابل خوردن هستند. پس از جنگ جهانی دوم، خفاش‌های غارهای کاستوززا به دلیل شکار بی رحمانه ای که بومیان از آنها می‌کردند، تقریباً منقرض شدند. بومیان برای جذب و شکار آنها از انگورهای خوش طعم و بو استفاده می‌کردند. گزارش شده‌است که در سال ۱۹۵۹ «در نقاطی [از ایتالیا]، به عنوان مثال در مناطق لیگوریا و ونتو، خفاش‌ها به عنوان غذا استفاده می‌شدند.» بر اساس قانون شماره ۱۵۷/۱۹۹۲ ایتالیا خفاشها جزء «گونه‌های محافظت شده مخصوص» محسوب می‌شوند و مجازات کشتن، اسارت یا شکار آنها از دو تا هشت ماه زندان یا جریمه از ۷۷۴ تا ۲۰۶۵ یورو مجازات می‌باشد.

### آسیا
مردم اندونزیایی Minahasa که در قسمت شمالی جزیره سولاوسی زندگی می‌کنند، در فرهنگ غذایی خود بشقابی بنام paniki دارند که با گوشت سرخ شده خفاش میوه خوار تهیه شده و همراه با چاشنی سرو می‌شود. انواع مختلف ادویه جات، ترشی جات، گیاهان و شیر نارگیل از جمله مواد تشکیل دهنده این ظرف هستند. paniki می‌تواند، ماده اولیه برای تهیه یک سوپ باشد. گاهی اوقات گوشت خفاش، همراه با چاشنی فلفل فراوان سرو می‌شود. در این حالت طبق گفته برخی منابع، طعم گوشت خفاش مانند گوشت گاو خواهد شد.
در ویتنام، گوشت خفاش گاهی اوقات به حریرهٔ برنج اضافه می‌شود، در حالی که در لائوس و کامبوج سرهای خفاش روی سیخ سرخ شده و در بعضی مناطق یک میان‌وعده محبوب محسوب می‌شود. در برخی از این کشورها، خفاشهای کوچک همراه با سبزیجات روی حرارت کم تفت داده می‌شوند. دستورالعملهایی نیز برای گوشت خفاش آبپز شده و قطعه قطعه شده وجود دارد، که به عنوان یک مادهٔ انرژی زا مورد استفاده قرار می‌گیرد. در فیلیپین، مصرف گونه‌های خفاش Dobsonia chapmani گسترده بسیار گسترده‌است و به دلیل شکار شدید این گونه اکنون در معرض خطر قرار دارد.
در چین، گوشت خفاش بعنوان یک غذای اگزوتیک، در فرهنگ غذایی یِوِی (تغذیه حیوانات وحشی) وجود دارد. در تایوان، از برخی مغازه‌ها می‌توان خفاشهای سرخ شده را خریداری کرد. در آشپزی سیچوآن نیز، از تخمهای خفاش برای تهیه نوعی سوپ استفاده می‌شود.
در ژاپن، در جزایر ریوکیو (در طول دورهٔ پادشاهی جزایر ریوکیو) و در اوگاساراوا، مصرف گوشت خفاش بسیار گسترده‌است. گرچه گوشت خفاش جزئی از فرهنگ غذایی مردم آنجا نیست. تعداد خفاشهای جزایر یاد شده بسیار اندک است و بهمین دلیل شکار آنها ممنوع شده‌است.

### اقیانوسیه
در قاره اقیانوسیه، در کشورهای پالائو و وانواتو، مصرف گوشت خفاش رایج است. در پالائو، خفاش‌های محلی با شیر نارگیل، زنجبیل و ادویه‌های مختلفی پخته می‌شوند و در رستوران‌های محلی سرو می‌شوند و در مغازه‌ها فروخته می‌شوند. در دوره حکومت ژاپن در پالائو (۱۹۴۴–۱۹۴۴)، ظروف خفاش یک غذای معمول در ناهارخانه‌های دبیرستانها بود. فرهنگ غذایی وانواتو نیز به خاطر گوشت خفاش معروف است. در جزایر این کشور و همچنین در میان بومیان فیلیپینی قوم Agta (Aeta) در گذشته، عمدتاً از کمان برای شکار خفاشها استفاده می‌شده‌است. در کالدونیای جدید، شکار خفاش برای نمایش یا بعنوان یک فعالیت توریستی برای گردشگران انجام می‌شود. در پاپوآ گینه نو، مصرف گوشت خفاش در میان کارانها رایج است. به گفته برخی منابع، گوشت خفاش‌های محلی این کشور، شبیه مرغ است و سوپ خفاش با ادویه‌هایی که توسط آن پخته می‌شود نسبت به نوع اندونزی این سوپ مغذی تر است. برخی از قبایل بومی ساکن استرالیا نیز خفاش‌ها را می‌خورند و آنها را با بومرنگ شکار می‌کنند.

### آفریقا
در غرب آفریقا، مصرف گوشت خفاش در کشورهای گینه و سیرالئون گزارش شده‌است، اما مصرف آن بیش از همه در بورکینافاسو رایج است. ساکنان کشور آنها را با اسلحه شکار می‌کنند و به‌صورت سرخ شده مصرف می‌کنند. در جزایر سیشل در اقیانوس هند نیز، گوشت خفاش با ادویه کاری تهیه می‌شود و یکی از غذاهای اصلی غذاهای ملی کرئول به‌شمار می‌رود.

آماده کردن گوشت خفاش برای طبخ
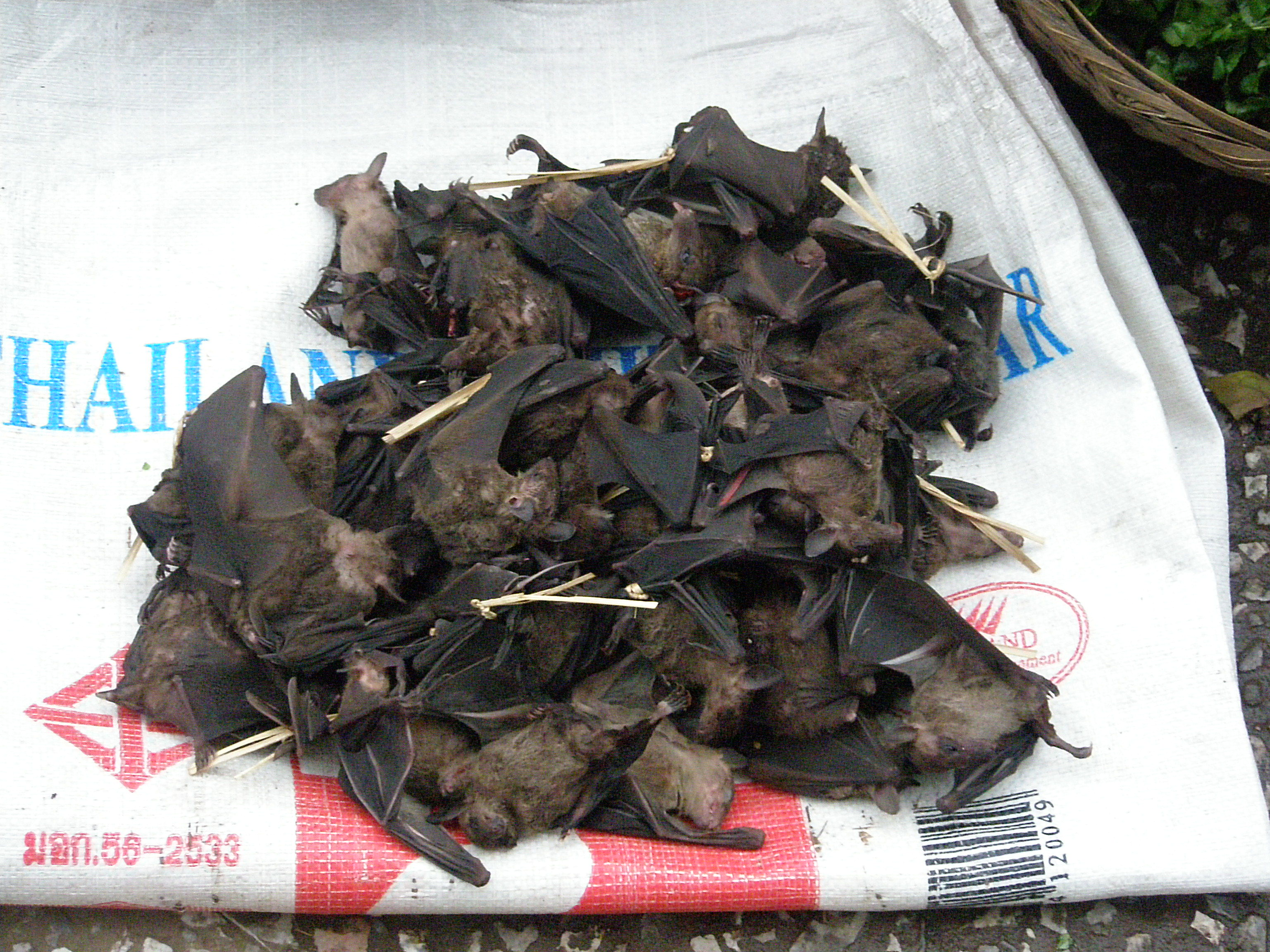
خفاشهایی که برای تهیه غذا در لائوس فراهم شده‌اند.
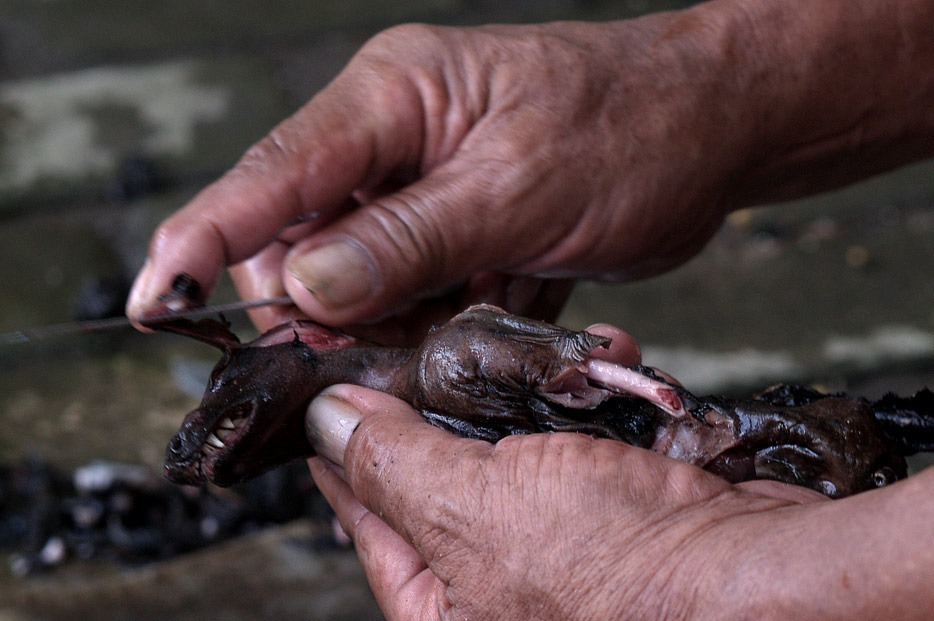
آماده سازی پیش از طبخ
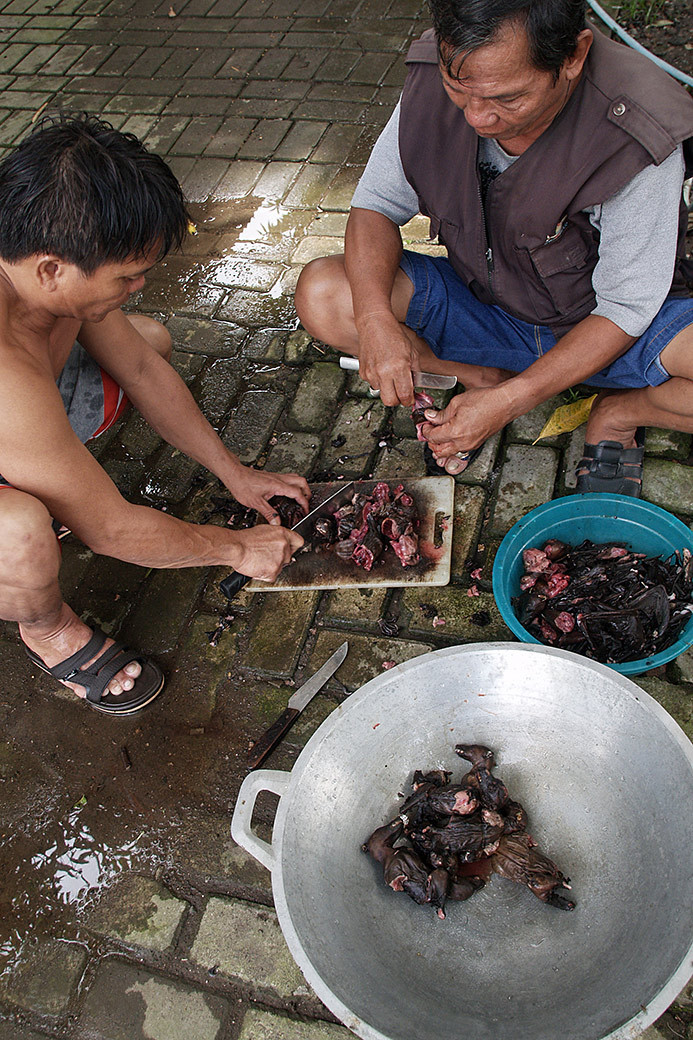
تصویر دیگری از آماده سازی گوشت
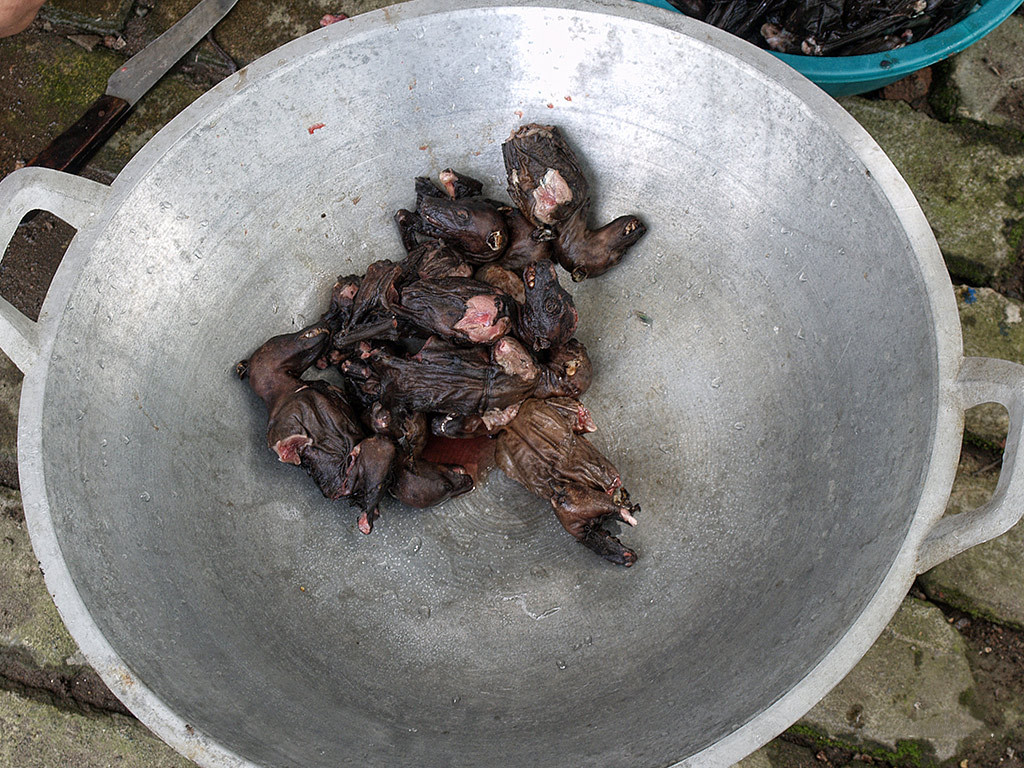
آماده برای طبخ

## خطرات بیماری و انتقال سموم
مصرف گوشت خفاش به عنوان مواد غذایی در غرب آفریقا به دلیل خطرات بیماری زئونوز دارای ریسک است. خفاشها یک منبع اصلی ویروس ابولا و ماربورگ محسوب می‌شوند و نیش زدن انسان توسط خفاش می‌تواند باعث انتقال ویروسهای یاد شده به انسان باشد.

### ارتباط با ویروس کووید ۱۹
در آغاز سال ۲۰۲۰ موج گونه جدیدی از کروناویروس تحت عنوان کووید ۱۹ در چین آغاز شد و در شیوعی سریع، ایران، ایتالیا و تمام کشورهای جهان را درگیر کرد. در بسیاری از رسانه‌های دنیا، سوپ خفاش به عنوان یکی از منابع احتمالی انتقال این ویروس به انسان مطرح شده‌است.